# Freddy Cricien
Freddy Cricien (Estados Unidos, 4 de noviembre de 1976), conocido como Freddy Madball, es el líder y vocalista de la banda neoyorquina de hardcore punk Madball. También forma parte de Hazen street, proyecto hardcore punk en el cual participa con otros reconocidos miembros de la escena, entre ellos, Toby Morse, de H2O.

## Trayectoria

### Inicios en la escena y formación de Madball

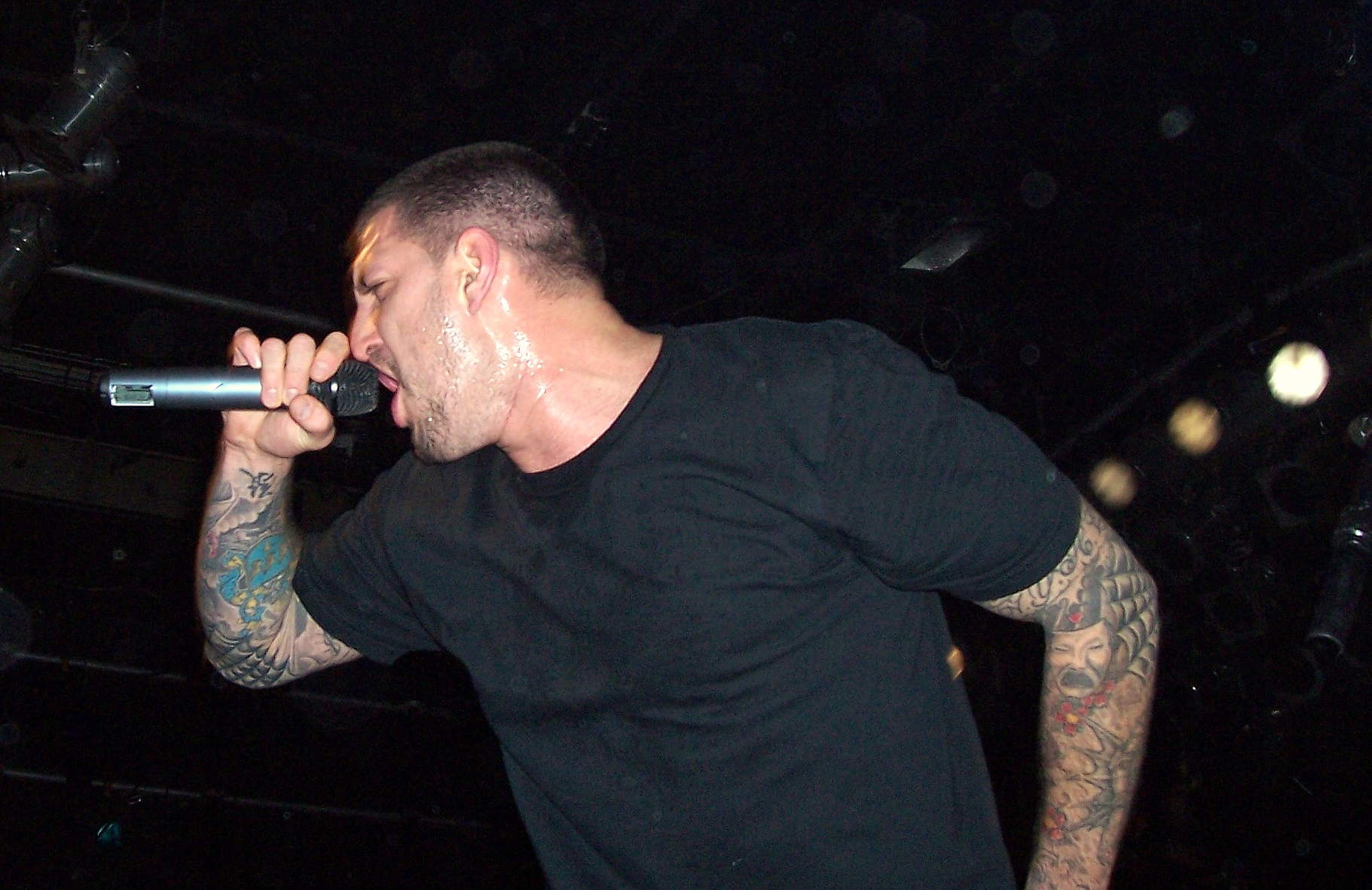
Cricien durante un concierto de Madball en Berlín, el 17 de diciembre de 2004.

Hijo de padre colombiano y madre cubana, Cricien es el medio hermano —consanguíneos por línea materna— menor de Roger Miret, vocalista de Agnostic Front, banda a la que se le atribuye haber sido la primera en hacer gala del estilo hardcore proveniente de Nueva York. Freddy participaba frecuentemente en las presentaciones en vivo de la banda de su hermano, hasta que en 1988 decide formar la suya propia, Madball, donde haría de vocalista y en cuya formación inicial participaría su hermano Roger en el bajo, junto a otros dos miembros de Agnostic Front, Vinnie Stigma en guitarra y Will Salir en batería. La banda lanza al año siguiente el primer EP, Ball of Destruction, en donde conviven temas de Freddy y covers de Agnostic Front.
En 1992 lanza su segundo EP, llamado Droppin' Many Suckers, en el cual ya se cuenta en la formación de la banda con el bajista Hoya Roc, de origen tahitiano, miembro más estable en el proyecto después de Freddy, su fundador. 
Con Madball, banda que sigue en actividad, Cricien suma un total de 11 discos, entre álbumes de estudio y EP.

### Carrera solista
En 2010 lanzó su primer disco solista, Catholic Guilt, en el cual incursiona en el hip hop; es un álbum compuesto por 13 temas, en los cuales hay participación de mc´s conocidos en la escena hip hop estadounidense, como Vinnie Paz y Slaine.

## Discografía

### Con Madball
- 1994: Set It Off
- 1996: Demonstrating My Style
- 1998: Look My Way
- 2000: Hold It Down
- 2005: Legacy
- 2007: Infiltrate the System
- 2010: Empire
- 2014: Hardcore Lives
- 2018: For the Cause

#### Apariciones como invitado
| Año  | Canción                   | Álbum                               | Artista                    |
| ---- | ------------------------- | ----------------------------------- | -------------------------- |
| 1994 | «Volver»                  | Hardcore, Asunto Nuestro            | Existencia de Odio (banda) |
| 1999 | «Guilty by Association»   | F.T.T.W.                            | H2O                        |
| 2013 | «Not a Face in the Crowd» | Bout It!                            | Deez Nuts                  |
| 2018 | «Someday»                 | Nothing In Nature Respects Weakness | Wisdom in Chains           |